# Mezzago
Mezzago là một đô thị ở tỉnh Monza và Brianza, vùng Lombardia của Italia, khoảng 30 km về phía đông bắc của Milano. Tại thời điểm ngày 31 tháng 12 năm 2004, đô thị này có dân số 3.588 và diện tích là 4,2 km².
Đô thịMezzago gồm cácfrazione (subdivision) Cascina Orobona.
Mezzago giáp các đô thị: Cornate d'Adda, Sulbiate, Bellusco, Busnago.